# Louis Claude de Saint-Martin

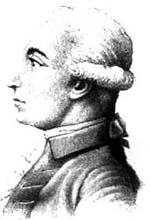
Louis-Claude de Saint-Martin

Louis Claude de Saint-Martin (* 18. Januar 1743 in Amboise, Touraine, heute Département Indre-et-Loire; † 13. Oktober 1803 in Aulnay, heute zu Châtenay-Malabry, Département Hauts-de-Seine) war ein französischer Freimaurer, Martinist, Philosoph, Theosoph und Mystiker. 

## Leben
Louis Claude de Saint-Martin wurde in eine verarmte adlige Familie geboren und war in seiner Kindheit oft krank. Er besuchte eine Jesuitenschule und wurde später von seinem Vater zum Besuch der rechtswissenschaftlichen Hochschule von Orléans gezwungen. Sein Vater erhoffte sich, dass Louis Claude eine Karriere im öffentlichen Dienst anstreben würde, um so das verlorengegangene Familienvermögen wieder zu erlangen. Nachdem Saint-Martin ein halbes Jahr als Rechtsanwalt gearbeitet hatte, widersetzte er sich seinem Vater und erzwang dessen Einverständnis, eine militärische Laufbahn einschlagen zu dürfen. Er erhielt ein Offizierspatent im Regiment de Foix, das zuerst in Tours, später in Bordeaux stationiert war.

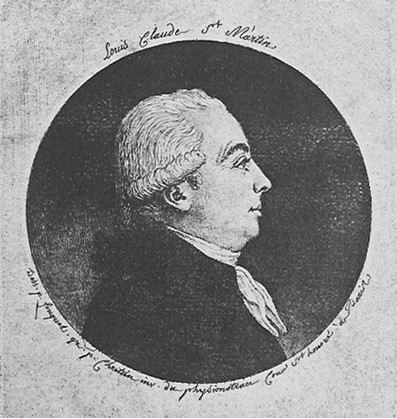
Porträt (Physionotrace) des Philosophen von Gilles-Louis Chrétien, nach 1786

Ein Grenadiershauptmann stellte Saint-Martin einen gewissen Martinès de Pasqually vor, dessen Sekretär (im sogenannten Martinisten-Orden) er später wurde. Um das Jahr 1765 wurde Louis Claude von den Ordre des Chevaliers Maçons Élus Coëns de l’Univers aufgenommen, was er später als Wendepunkt seines Lebens bezeichnete.
1768 wurde Saint-Martin Meister vom Stuhl der Loge in Bordeaux. Er beendete 1771 seine Militärlaufbahn, um als Sekretär von Pasqually zu arbeiten. Als 1772 Pasqually nach Haiti übersiedelte, wurde Saint-Martin zum eigentlichen Verwalter des Ordens, nach dem Tode von Pasqually im Jahre 1774 auch offiziell.
1773 zog Saint-Martin nach Lyon, wo er sein erstes Buch Des erreurs et de la vérité veröffentlichte, welches durch seine rätselhafte und symbolische Sprache ein großer Erfolg in Freimaurer- und magischen Kreisen wurde. Der Erfolg des Buches verschaffte Saint-Martin Zugang zu den höheren Gesellschaftsschichten, wo er sich durch seine Intelligenz und seinen Charme die Unterstützung einflussreicher Gönner sichern konnte. 1782 erschien auf Drängen seiner Freunde sein zweites Buch mit dem Titel Tableau naturel des raports qui existent entre Dieu, l'homme et l'universe.
1784 begann er sich für den Mesmerismus zu interessieren und trat Franz Anton Mesmers Loge bei. Aber bald schon verließ ihn das Interesse am Mesmerismus, und er beschäftigte sich wieder vermehrt mit der spirituellen Suche. Auf einer Reise durch England, Deutschland, die Schweiz und Italien stieß er auf das Gedankengut von Jakob Böhme, von dem er auch etliche Werke ins Französische übersetzte. Durch seine Beschäftigung mit Böhme entfremdete er sich dem freimaurerischen Gedankengut. 1790 legte er alle maurerischen Ämter nieder.
1792, im Todesjahr seines Vaters, kehrte Saint-Martin nach Amboise zurück, wo er den restlichen Teil seines Lebens hauptsächlich mit Übersetzungen zubrachte. Er starb während seines Besuchs bei einem Freund.

## Werke (Auswahl)
- Des erreurs et de la vérité. 1773. (dt. Übersetzung von Matthias Claudius, Breslau 1782)
- Tableau Naturel des Rapports qui existent entre Dieu, l’Homme et l’Universe. 1782. (dt. Übersetzung von Albrecht Sellin: Ueber des natürliche Verhältnis zwischen Gott, dem Menschen und der Welt. Konstanz; Leipzig: Wölfing 1919)
- L’homme de desir. Lyon 1790. (dt. Übersetzung „Des Menschen Sehnen und Ahnden“, Leipzig 1813, in der Digitalen Bibliothek Mecklenburg-Vorpommern)
- Le nouvel Homme. (dt. Übersetzung von Albrecht Sellin: Ecce Homo! Stuttgart: Der kommende Tag 1922)